# OR8G1
OR8G1 (англ. Olfactory receptor family 8 subfamily G member 1 (gene/pseudogene)) – білок, який кодується однойменним геном, розташованим у людей на короткому плечі 11-ї хромосоми. Довжина поліпептидного ланцюга білка становить 311 амінокислот, а молекулярна маса — 34 904.
| 10         |  | 20         |  | 30         |  | 40         |  | 50         |
| ---------- |  | ---------- |  | ---------- |  | ---------- |  | ---------- |
| MSGENNSSVT |  | EFILAGLSEQ |  | PELQLPLFLL |  | FLGIYVVTVV |  | GNLGMTTLIW |
| LSSHLHTPMY |  | YFLSSLSFID |  | FCHSTVITPK |  | MLVNFVTEKN |  | IISYPECMTQ |
| LYFFLVFAIA |  | ECHMLAAMAY |  | DRYMAICSPL |  | LYSVIISNKA |  | CFSLILGVYI |
| IGLVCASVHT |  | GCMFRVQFCK |  | FDLINHYFCD |  | LLPLLKLSCS |  | SIYVNKLLIL |
| CVGAFNILVP |  | SLTILCSYIF |  | IIASILHIRS |  | TEGRSKAFST |  | CSSHMLAVVI |
| FFGSAAFMYL |  | QPSSISSMDQ |  | GKVSSVFYTI |  | IVPMLNPLIY |  | SLRNKDVHVS |
| LKKMLQRRTL |  | L          |  |            |  |            |  |            |

A: Аланін

C: Цистеїн

D: Аспарагінова кислота

E: Глутамінова кислота

F: Фенілаланін

G: Гліцин

H: Гістидин

I: Ізолейцин

K: Лізин

L: Лейцин

M: Метіонін

N: Аспарагін

P: Пролін

Q: Глутамін

R: Аргінін

S: Серин

T: Треонін

V: Валін

W: Триптофан

Кодований геном білок за функціями належить до рецепторів, g-білокспряжених рецепторів, білків внутрішньоклітинного сигналінгу. 
Локалізований у клітинній мембрані, мембрані.